# Paraperplexia
Paraperplexia là một chi bướm đêm thuộc họ Noctuidae.